# Live Collection
Live Collection è una raccolta di album contenenti esecuzioni live della cantante italiana Loredana Bertè. È stata pubblicata il 15 febbraio 2012, in contemporanea alla partecipazione del Festival di Sanremo 2012, anche se non contiene il brano da lei cantato.
Gli album sono i seguenti:
CD1
Musicalmente (1980)
CD2
Bertex - Ingresso libero (1993)
CD3
Decisamente Loredana (1998)
CD4
Babybertè Live 2007, parte 1 (2007)
CD5
Babybertè Live 2007, parte 2 (2007)